# Appiattimento culturale
Appiattimento culturale (in inglese dumbing down) è un'espressione che indica l'eccessiva e deliberata semplificazione dei contenuti intellettuali operata nel settore dell'educazione, nella letteratura, nel cinema, nel giornalismo, nei videogiochi e nella cultura. Il termine dumbing down è stato creato negli Stati Uniti d'America nel 1933, all'interno dell'industria cinematografica e veniva usato dagli sceneggiatori per indicare "le revisioni a un testo atte ad attirare coloro dalla scarsa istruzione o intelligenza”. L'appiattimento varia a seconda della materia e di solito comporta l'affievolimento del pensiero critico, un abbassamento degli standard intellettuali del linguaggio e dall'apprendimento, con conseguente banalizzazione di fattori importanti dell'informazione, della cultura e degli standard accademici, come avviene nel caso della cosiddetta pop culture.

## Educazione
Alla fine del XX secolo, la percentuale dei giovani iscritti all'università nel Regno Unito aumentò bruscamente: tra loro vi erano molti che in precedenza sarebbero stati considerati privi dei giusti requisiti. Nel 2003, il Ministro dell'Università del Regno Unito, Margaret Hodge,  ha criticato le cosiddette "Lauree Topolino" (lauree facili) considerate una conseguenza negativa dell'abbassamento della qualità nei corsi offerti dalle università, così da soddisfare "le esigenze del mercato". Si tratta di titoli conferiti per studi in un campo di ricerca "dove i contenuti forse non sono così [intellettualmente] rigorosi come ci si aspetterebbe, e dove il titolo stesso può non avere una grande rilevanza nel mercato del lavoro".  Un titolo universitario dalla poca sostanza intellettuale, ottenuto dagli studenti «mettendo assieme voti presi seguendo i “corsi Topolino” non è accettabile».
Nel 2007, Wellington Grey, professore di fisica di una scuola superiore di Londra, lanciò una petizione su Internet per opporsi a programmi scolastici che considerava avessero lo scopo di rendere gli studenti ottusi.  «Sono un insegnante di fisica. O, almeno, lo ero», ha affermato, lamentando il fatto che «i calcoli [matematici] — l'anima stessa della fisica — fossero assenti nel programma di studi». Tra gli esempi che ha fornito: "Domanda: Perché le stazioni radio trasmettono in digitale, piuttosto che in maniera analogica? Risposta: Perché il digitale può essere fruito da un computer o tablet".
Nel libro Dumbing Us Down: The Hidden Curriculum of Compulsory Schooling (1991, 2002), l'autore, John Taylor Gatto, presenta alcuni tra i suoi discorsi e saggi, tra cui La Scuola psicopatica (discorso di accettazione per il premio Insegnante dell'anno di New York 1990), e Sette lezioni che il docente deve insegnare (discorso per la nomina a Insegnante dell'anno di New York del 1991).  Nel libro il professor Gatto scrive che, nonostante fosse stato assunto per insegnare Inglese e Letteratura, gli sembrava che il suo ruolo fosse all'interno di un progetto d'ingegneria sociale. Gatto sottolinea che le "Sette lezioni" alla base del suo insegnamento non sono mai state esplicitamente dichiarate, ma che ciononostante ha istruito i suoi studenti che: la loro autostima dipendeva da una valutazione esterna; che erano costantemente classificati e controllati; che la privacy e la solitudine non erano possibili. Gatto si pone le seguenti domande:
(John Taylor Gatto, Dumbing Us Down: the Hidden Curriculum of Compulsory Schooling)
Nell'esaminare le Sette lezioni Gatto ha concluso che "tutte queste lezioni sono una formazione di base per quelle classi sociali inferiori destinate a rimanere tali, persone a cui è stato impedito per sempre di manifestare le proprie capacità". Per Gatto "la scuola sembra essere una galera lunga dodici anni, dove le cattive abitudini sono le uniche lezioni che vengono realmente apprese. Insegno in una scuola e ho vinto dei premi per svolgere il mio lavoro. Penso di sapere di cosa parlo."

## Mass media
L'aumento della concorrenza e l'introduzione di metodi econometrici hanno cambiato le pratiche commerciali dei mezzi di comunicazione. Pratiche monopolistiche hanno portato al consolidamento dei media, riducendo l'ampiezza e la profondità del giornalismo nel fornire informazioni al pubblico. La riduzione dei costi operativi ha portato ad eliminare gli uffici stampa e i corrispondenti esteri, utilizzando i comunicati stampa di governi, imprese e partiti politici come se fossero notizie.
Il costante aumento dell'importanza data al misurare l'audience e le preferenze del pubblico ha portato giornalisti e produttori televisivi a scrivere e produrre materiale superficiale e vago, diminuendo la complessità intellettuale dell'argomento presentato. Tutto questo va a scapito dell'accuratezza e della razionalità dei fatti. Teorici culturali, come Richard Hoggart, Raymond Williams, Neil Postman, Henry Giroux, e Pierre Bourdieu, hanno citato questi effetti come prova che la televisione commerciale sia un fattore particolarmente dannoso per l'appiattimento culturale. In controtendenza il critico culturale Stuart Hall sostiene che i principali responsabili dell'insegnamento del pensiero critico devono essere genitori e professori; questi possono migliorare la qualità dell'istruzione includendo occasionalmente programmi televisivi.
In Francia, Michel Houellebecq ha descritto lo «scioccante appiattimento culturale dell'intelletto francese, come è stato recentemente sottolineato, [nel 2008] in modo severo ma giusto, dalla rivista TIME».

## Cultura di massa
Il film di fantascienza Idiocracy (2005) ritrae gli Stati Uniti in un futuro lontano 500 anni, come una società distopica in cui l'appiattimento e l'abbrutimento culturali sono stati raggiunti involontariamente, a causa dell'erosione del linguaggio e dell'istruzione, tutto legato al fatto che le persone di minore intelligenza si riproducono più velocemente rispetto alle persone di intelligenza superiore.
Concetti analoghi sono apparsi in opere precedenti. Il racconto di fantascienza  Gli idioti in marcia (1951), di Cyril M. Kornbluth, presenta una storia simile: il protagonista si trova in un futuro dominato da persone di bassa intelligenza. Il romanzo Il mondo nuovo (1931), di Aldous Huxley, presenta la struttura di una società utopica, deliberatamente resa idiotica per mantenere la stabilità sociale, eliminando concetti complessi non necessari al funzionamento della società (uno dei personaggi, chiamato Selvaggio, cerca di leggere Shakespeare alla gente, ma non viene capito).  Altri esempi provengono da film distopici come  Matrix e Orwell 1984.